# Air Zimbabwe
Air Zimbabwe — національна авіакомпанія Зімбабве. Хабом для авіакомпанії є аеропорт в Хараре.

## Флот
| Літак            | Кількість одиниць |
| ---------------- | ----------------- |
| Airbus A320-200  | 2                 |
| BAe 146-200      | 1                 |
| Boeing 737-200   | 2                 |
| Boeing 767-200ER | 2                 |
| Xi'an MA60       | 1                 |
| Всього           | 8                 |